# Scapholeberis aurita
Scapholeberis aurita är en kräftdjursart som först beskrevs av Fischer 1849.  Scapholeberis aurita ingår i släktet Scapholeberis och familjen Daphniidae. Inga underarter finns listade i Catalogue of Life.